# Fotogravat

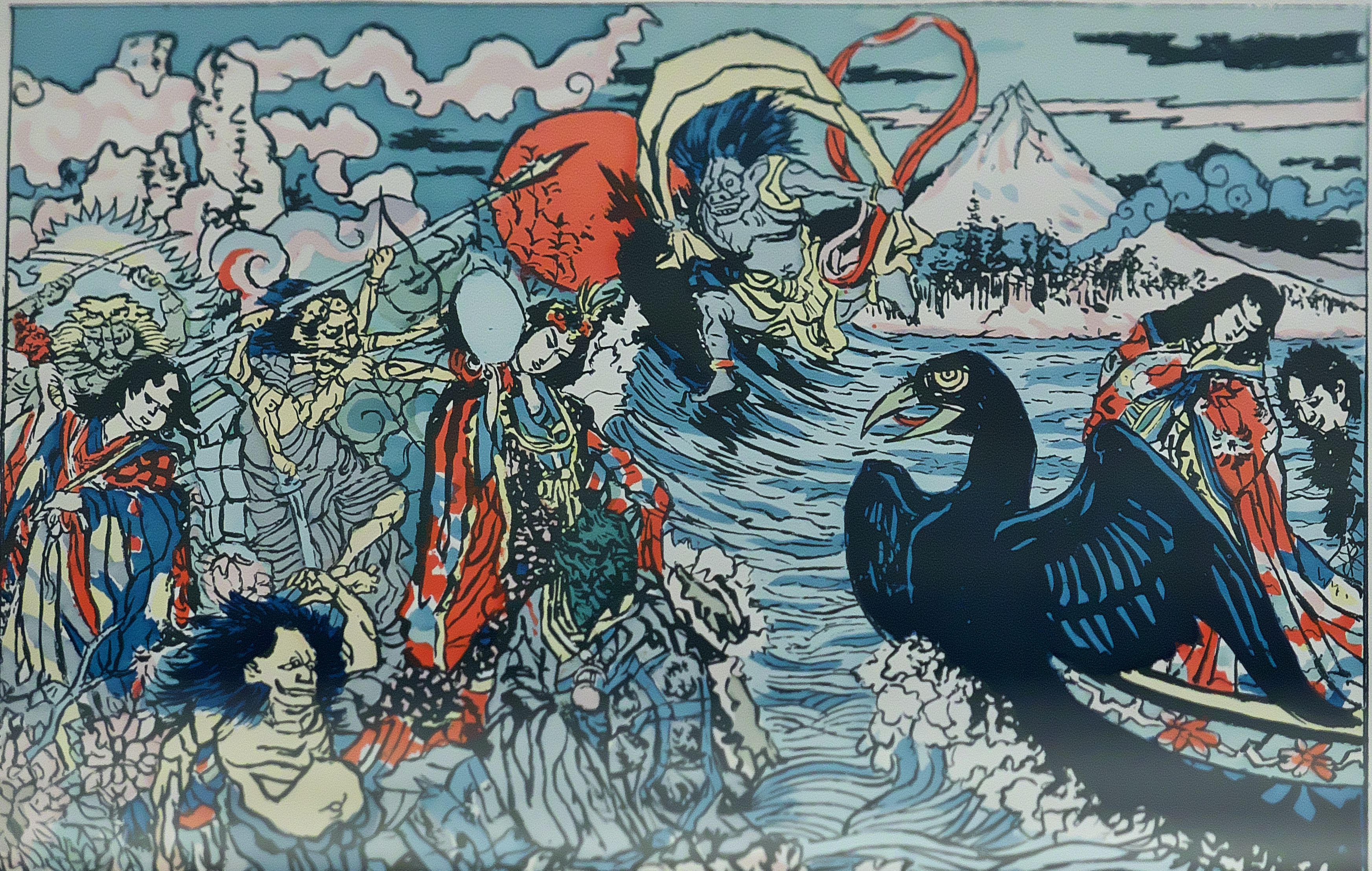
Exemple de fotogravat, d'Henry Rivière.

El fotogravat és un procés de gravat que utilitza tècniques fotogràfiques. El tipus més comú de fotogravat comporta utilitzar un material que és fotosensible i resistent als àcids emprats en tècniques com l'aiguafort. Aquest material, fotoresistent, s'aplica a un metall per a ésser gravat. Està exposat llavors a llum a través d'una negatiu fotogràfic que fa que s'endureixi on el negatiu deixa passar llum. El fotoresistent es neteja amb aigua en les parts no endurides. Finalment, es diposita la planxa en una cubeta amb àcid on es dissolen les parts exposades al metall. El fotogravat s'utilitza en la indústria tenint diferents aplicacions com per fer plaques de circuit imprès.